# ساتون چنی
ساتون چنی (به انگلیسی: Sutton Cheney) یک روستا و محله مدنی در بریتانیا است که در Hinckley and Bosworth واقع شده‌است. ساتون چنی ۵۳۸ نفر جمعیت دارد.